# قشلاق جعفرقلی
قشلاق جعفرقلی یک روستا در ایران است که در دهستان قشلاق شرقی واقع شده‌است. قشلاق جعفرقلی ۴۱ نفر جمعیت دارد.